# الكوميديون في إفريقيا (فلم)
الكوميديون في أفريقيا (بالإنجليزية: The Comedians in Africa) هو فيلم وثائقي بنيني أمريكي صدر عام 1967 من إخراج شركة مترو غولدوين ماير (بالإنجليزية: Metro-Goldwyn-Mayer) لتعزيز فيلمها الروائي الكوميديون (بالإنجليزية: The Comedians).

## القصّة
يروي هذا الفيلم الوثائقي القصير الصعوبات التي واجهها الطاقم والممثلون أثناء تصويرهم فيلم الكوميديون (بالإنجليزية: The Comedians) في موقعٍ ما في داهومي بإفريقيا (أعيدت تسميتها منذ ذلك الحين باسم جمهورية بنين). يَظهر في الفيلم المؤلف غراهام جرين والمخرج بيتر جلينفيل وكذلك الممثلون ريتشارد بيرتون وإليزابيث تايلور وأليك جينيس وبيتر أوستينوف وجورج ستانفورد براون وروسكو لي براون وبول فورد وليليان جيش وجيمس إيرل جونز وريموند سانت جاك.